# Empire (filmtijdschrift)
Empire is een Brits filmtijdschrift, dat sinds juli 1989 maandelijks wordt gepubliceerd. Het blad werd eerst gepubliceerd door Emap, maar werd in 2008 overgenomen door Bauer Media Group. Vandaag de dag is Empire het grootste filmtijdschrift van het Verenigd Koninkrijk, op de voet gevolgd door Total Film.
Behalve in het Verenigd Koninkrijk wordt Empire ook gepubliceerd in Australië, Turkije en Rusland. Elk jaar organiseert Empire de Empire Awards.
Empire behandelt zowel doorsneefilms als arthousefilms. Behalve standaardrubrieken voor filmtijdschriften zoals filmnieuws, recensies en previews, bevat Empire ook enkele minder gangbare rubrieken zoals “Classic Scene”: de publicatie van een script van een bekende scène uit een film.
Hoofdredacteuren
Barry McIlheney (nr. 1 – 44)
Phil Thomas (nr. 45 – 72)
Andrew Collins (nr. 73 – 75)
Mark Salisbury (nr. 76 – 88)
Ian Nathan (nr. 89 – 126)
Emma Cochrane (nr. 127 – 161)
Colin Kennedy (nr. 162–209)
Mark Dinning (nr. 210 – 301)
Morgan Rees (nr. 302 - )